# Hwang Sun-woo
Hwang Sun-woo (21 mei 2003) is een Zuid-Koreaanse zwemmer. Hij vertegenwoordigde zijn vaderland op de Olympische Zomerspelen 2020 in Tokio.

## Carrière
Bij zijn internationale debuut, op de wereldkampioenschappen zwemmen 2019 in Gwangju, strandde Hwang samen met Lee Yoo-jeon, Jang Dong-hyeok en Lee Ho-joon in de series van de 4×200 meter vrije slag. Op de 4×100 meter vrije slag werd hij samen met Jang Dong-hyeok, Park Seon-kwan en Yang Jae-hoon uitgeschakeld in de series.
Tijdens de Olympische Zomerspelen van 2020 in Tokio eindigde hij als vijfde op de 100 meter vrije slag en als zevende op de 200 meter vrije slag, op de 50 meter vrije slag strandde hij in de series. Samen met Lee Yoo-jeon, Kim Woo-min en Lee Ho-joon werd hij uitgeschakeld in de series van de 4×200 meter vrije slag. Op de wereldkampioenschappen kortebaanzwemmen 2021 in Abu Dhabi werd de Zuid-Koreaan wereldkampioen op de 200 meter vrije slag, daarnaast eindigde hij als zesde op de 100 meter vrije slag en strandde hij in de halve finales van de 100 meter wisselslag. Op de 4×50 meter vrije slag werd hij samen met Kim Woo-min, Won Young-jun en Lee Ho-joon uitgeschakeld in de series.
In Boedapest nam Hwang deel aan de wereldkampioenschappen zwemmen 2022. Op dit toernooi veroverde hij de zilveren medaille op de 200 meter vrije slag, op de 100 meter vrije slag strandde hij in de series. Samen met Kim Woo-min, Lee Yoo-jeon en Lee Ho-joon eindigde hij als zesde op de 4×200 meter vrije slag. Op de 4×100 meter vrije slag werd hij samen met Lee Yoo-jeon, Kim Ji-hun en Kim Min-joon uitgeschakeld in de series. Samen met Lee Ju-ho, Moon Seung-woo en Cho Sung-jae strandde hij in de series van de 4×100 meter wisselslag. Op de gemengde 4×100 meter vrije slag werd hij samen met Lee Yoo-jeon, Jeong So-eun en Hur Yeon-kyung uitgeschakeld in de series.

## Internationale toernooien
| Jaar | Olympische Spelen                                                              | WK langebaan | WK kortebaan                                                                    | PanPacs                                   | Aziatische Spelen                         |
| ---- | ------------------------------------------------------------------------------ | --- | ------------------------------------------------------------------------------- | ----------------------------------------- | ----------------------------------------- |
| 2019 |                                                                                | 22e 4×100m vrije slag 18e 4×200m vrije slag                                                                                                  |                                                                                 |                                           |                                           |
| 2020 | Geen toernooien vanwege de coronapandemie                                      | Geen toernooien vanwege de coronapandemie | Geen toernooien vanwege de coronapandemie                                       | Geen toernooien vanwege de coronapandemie | Geen toernooien vanwege de coronapandemie |
| 2021 | 39e 50m vrije slag 5e 100m vrije slag 7e 200m vrije slag 13e 4×200m vrije slag | | 6e 100m vrije slag · 200m vrije slag · 9e 100m wisselslag · 9e 4×50m vrije slag |                                           |                                           |
| 2022 |                                                                                | 12e 100m vrije slag · 200m vrije slag · 12e 4×100m vrije slag · 6e 4×200m vrije slag · 13e 4×100m wisselslag · 11e 4×100m vrije slag gemengd | 13-18 december                                                                  |                                           |                                           |

## Persoonlijke records
Bijgewerkt tot en met 20 juni 2022
Kortebaan
| Afstand         | Tijd    | Datum            | Plaats    |
| --------------- | ------- | ---------------- | --------- |
| 50m vrije slag  | 21,72   | 19 december 2021 | Abu Dhabi |
| 100m vrije slag | 46,34   | 21 december 2021 | Abu Dhabi |
| 200m vrije slag | 1.41,17 | 23 oktober 2021  | Doha      |
| 100m wisselslag | 52,13   | 18 december 2021 | Abu Dhabi |

Langebaan
| Afstand         | Tijd    | Datum        | Plaats    |
| --------------- | ------- | ------------ | --------- |
| 50m vrije slag  | 22,74   | 30 juli 2021 | Tokio     |
| 100m vrije slag | 47,56   | 28 juli 2021 | Tokio     |
| 200m vrije slag | 1.44,47 | 20 juni 2022 | Boedapest |